# Wojna kokosowa
Wojna kokosowa – interwencja zbrojna wojsk Papui-Nowej Gwinei na prośbę władz Vanuatu na wyspie Espiritu Santo należącej do tego państwa w 1980 roku.

## Secesja Espiritu Santo
W styczniu 1980 roku separatyści z ruchu Nagriamel rozpoczęli działania zmierzające bezpośrednio do uniezależnienia się od probrytyjskich władz centralnych Vanuatu w Port Vila. W maju, tuż przed formalnym uzyskaniem niepodległości przez Vanuatu, zwolennicy Jimmy’ego Stevensa oficjalnie ogłosili utworzenie niezależnej Republiki Vemerana, obejmującej Espiritu Santo i kilka mniejszych wysp na północy Nowych Hebrydów. 28 maja rebelianci zajęli budynki administracji lokalnej w Luganville, lotnisko Santo-Pekoa i miejscową radiostację oraz uwięzili brytyjskiego komisarza, Joba Dalesa, i dwunastu funkcjonariuszy policji. Powstańcy, rekrutujący się przede wszystkim z melanezyjskich Ni-Vanuatu, a także z francuskojęzycznej ludności wyspy, uzbrojeni byli jedynie w prymitywną broń – pałki, łuki i przestarzałe strzelby. Garnizon francuski na wyspie nie zareagował. Rząd ewakuował z wyspy ok. 2000 swoich zwolenników i obywateli brytyjskich. Premier Walter Lini z Vanua’aku Pati bezskutecznie zabiegał o interwencję Francji i Wielkiej Brytanii. Co prawda do kondominium przybyły nowe jednostki brytyjskie i francuskie, ale ze względu na rozbieżne interesy obu mocarstw nie wzięły udziału w tłumieniu rebelii, a jedynie ograniczyły się do ochrony punktów strategicznych. Rozmowy z buntownikami nie przyniosły żadnych rezultatów. Rząd w Port Vila zwrócił się więc o pomoc do Papui-Nowej Gwinei. Natomiast rewolta wspierana była przez francuskich plantatorów i amerykańską, prywatną organizację Phoenix Foundation.

## Zamieszki na Tanna
Zamieszki objęły również wyspę Tanna leżącą na południu kondominium nowohebrydzkiego. 26 maja 1980 roku buntownicy uzbrojeni w broń palną i materiały wybuchowe zaatakowali administrację rządową w Isangel i wzięli zakładników. Interweniowała brytyjska policja. Nocą 10 czerwca grupa rebeliantów wyruszyła z Sulfur Bay do Isangel w celu uwolnienia więzionych towarzyszy. W godzinach rannych zaatakowali posterunek policji. W wyniku strzelaniny śmiertelnie raniony został ich przywódca – Alexis Iolu. Wraz z jego śmiercią rebelia na Tanna dobiegła końca.

## Interwencja wojsk Papui-Nowej Gwinei
18 sierpnia 300 żołnierzy Siły Obronnej Papui-Nowej Gwinei (Kumul Force) z dwiema łodziami patrolowymi i czterema samolotami zajęło pozycje na Santo. Przez następne dni toczyły się drobne utarczki z secesjonistami, jednak większość mieszkańców wyspy odnosiła się przyjaźnie do interweniujących żołnierzy. 30 sierpnia zginął starszy syn przywódcy powstania. Następnego dnia oddziały papuaskie zajęły bastiony powstańców w Tanafo i Port-Olry. Jimmy Stevens poddał się władzom i po procesie został skazany na karę 14 lat pozbawienia wolności (wyszedł z więzienia w 1991 roku). Ostatecznie na początku września 1980 roku rebelia została stłumiona.